# Лунчуань (Гуандун)
Лунчуа́нь (кит. упр. 龙川, пиньинь Lóngchuān) — уезд городского округа Хэюань провинции Гуандун (КНР).

## История
Уезд был создан ещё во времена империи Цинь, в 214 году до н.э.
В 1950 году был образован Специальный район Дунцзян (东江专区), и уезд вошёл в его состав. В 1952 году Специальный район Дунцзян был расформирован, и был образован Административный район Юэдун (粤东行政区). В конце 1955 года было принято решение о расформировании Административного района Юэдун, и с 1956 года уезд перешёл в состав нового Специального района Хойян (惠阳专区). В 1959 году Специальный район Хойян был расформирован, и уезд перешёл в состав Специального района Шаогуань (韶关专区).
В 1963 году Специальный район Хойян был воссоздан. В 1970 году Специальный район Хойян был переименован в Округ Хойян (惠阳地区).
Постановлением Госсовета КНР от 1 января 1988 года округ Хойян был расформирован, и уезд перешёл в состав нового городского округа Хэюань.

## Административное деление
Уезд делится на 25 посёлков.